# Elvira av Kastilien
För grevinnan av Toulouse med samma namn, se Elvira av Kastilien (grevinna av Toulouse).
Elvira av Kastilien, född 1100, död 1135, var en siciliansk drottning; gift 1117 med Roger II av Sicilien.
Elvira var dotter till kung Alfons VI av Kastilien och Zaida av Sevilla. Hon blev 1117 gift med greve Roger av Sicilien. Roger tillbringade sin mesta tid med att erövra och ena länen på det syditalienska fastlandet och träffade sällan Elvira, som levde i Palermo med sina barn. År 1135 blev paret båda svårt sjuka: Roger återhämtade sig, men Elvira avled. Rogers extrema sorg vid hennes död förvånade samtiden och har tagits som ett tecken på att paret hade levt i ett kärleksförhållande och inte enbart ett arrangerat äktenskap.   